# Liste der DDR-Meister im Alpinen Skisport
Die Liste der DDR-Meister im Alpinen Skisport listet – soweit bekannt – alle Sportler und Sportlerinnen auf, die einen Meistertitel der Deutschen Demokratischen Republik in einer Disziplin des Alpinen Skisports gewannen. Ab den „1. Wintersportmeisterschaften der Sowjetischen Besatzungszone“ 1949 bzw. den „1. DDR-Skimeisterschaften“ 1950 wurden die Disziplinen Abfahrt, Slalom und Kombination ausgetragen, 1954 kam der Riesenslalom hinzu. Ab 1968 gab es keine Meisterschaft in der Abfahrt mehr. Die 39. und letzten alpinen DDR-Meisterschaften fanden im März 1989 statt.

## Herren
| Jahr    | Abfahrt           | Riesenslalom                         | Slalom                               | Kombination                                   |
| ------- | ----------------- | ------------------------------------ | ------------------------------------ | --------------------------------------------- |
| 1949 1  | nicht bekannt     |                                      | nicht bekannt                        | nicht bekannt                                 |
| 1950 2  | Herbert Friedel   |                                      | Helmut Mitlöhner                     | Helmut Mitlöhner                              |
| 1951    | Heinz Holland     |                                      | Heinz Holland                        | Heinz Holland                                 |
| 1952    | Heinz Holland     |                                      | Heinz Holland                        | Heinz Holland                                 |
| 1953    | Rochus Wagner     |                                      | Karl Süß                             | Heinz Schmiedel                               |
| 1954    | Ewald Schuster    | Werner Lützendorf                    | Karl Süß                             | Karl Süß (A/S) 3 Werner Lützendorf (A/S/RS) 3 |
| 1955    | Karl Süß          | Werner Lützendorf                    | Werner Lützendorf                    | Karl Süß                                      |
| 1956    | Karl Süß          | Karl Süß                             | Karl Süß                             | Karl Süß                                      |
| 1957    | Karl Süß          | Karl Süß                             | Klaus Illing                         | Werner Lützendorf                             |
| 1958    | Klaus Illing      | Ernst Scherzer                       | Werner Lützendorf                    | Klaus Illing                                  |
| 1959    | Werner Lützendorf | Eberhard Riedel                      | Heinz Gahler                         | Ernst Scherzer                                |
| 1960 4  | nicht bekannt     | nicht bekannt                        | nicht bekannt                        | nicht bekannt                                 |
| 1961    | Eberhard Riedel   | Peter Lützendorf                     | Klaus Illing                         | Peter Lützendorf                              |
| 1962    | Ernst Scherzer    | Klaus Illing                         | Karl Süß                             | Eberhard Riedel                               |
| 1963    | Eberhard Riedel   | Eberhard Riedel                      | Ernst Scherzer                       | Ernst Scherzer                                |
| 1964 5  | nicht bekannt     | Peter Lützendorf                     | Peter Lützendorf                     | Peter Lützendorf                              |
| 1965 6  | nicht bekannt     | Ernst Scherzer                       | Ernst Scherzer                       | Ernst Scherzer                                |
| 1966 7  | nicht bekannt     | Ernst Scherzer                       | Ernst Scherzer                       | nicht bekannt                                 |
| 1967    | Peter Lützendorf  | Eberhard Riedel                      | Ernst Scherzer                       | Ernst Scherzer                                |
| 1968    |                   | Eberhard Riedel                      | Eberhard Riedel                      | Eberhard Riedel                               |
| 1969    |                   | Jochen Klutz                         | Jochen Klutz                         | Jochen Klutz                                  |
| 1970    |                   | Roland Siebelist                     | Wolfgang Kießlich                    | Lorenz Greiner                                |
| 1971    |                   | Joachim Riedel                       | Jochen Klutz                         | Jochen Klutz                                  |
| 1972 8  |                   | nicht ausgetragen                    | nicht ausgetragen                    | nicht ausgetragen                             |
| 1973    |                   | Jochen Klutz                         | Roland Siebelist                     | Helmut Heym                                   |
| 1974    |                   | Helmut Heym                          | Helmut Heym                          | Helmut Heym                                   |
| 1975 9  |                   | nicht ausgetragen oder nicht bekannt | nicht ausgetragen oder nicht bekannt | nicht ausgetragen oder nicht bekannt          |
| 1976 10 |                   | nicht ausgetragen oder nicht bekannt | nicht ausgetragen oder nicht bekannt | nicht ausgetragen oder nicht bekannt          |
| 1977 11 |                   | nicht ausgetragen oder nicht bekannt | nicht ausgetragen oder nicht bekannt | nicht ausgetragen oder nicht bekannt          |
| 1978    |                   | Helmut Heym                          | Jochen Klutz                         | Helmut Heym                                   |
| 1979    |                   | Helmut Heym                          | Helmut Heym                          | Helmut Heym                                   |
| 1980    |                   | Olaf Riedel                          | Olaf Riedel                          | Olaf Riedel                                   |
| 1981    |                   | Olaf Riedel                          | Olaf Riedel                          | Olaf Riedel                                   |
| 1982    |                   | nicht ausgetragen                    | Bodo Lützendorf                      | nicht ausgetragen                             |
| 1983    |                   | Andreas Pockern                      | Andreas Pockern                      | Andreas Pockern                               |
| 1984    |                   | Maik Schreiber                       | Andreas Weber                        | Andreas Weber                                 |
| 1985    |                   | Uwe Münch                            | Jörg Rechenberger                    | Uwe Münch                                     |
| 1986    |                   | Thomas Wenzel                        | Ralph Hammerschmidt                  | Ralph Hammerschmidt                           |
| 1987    |                   | Thomas Wenzel                        | Andreas Weber                        | Andreas Weber                                 |
| 1988    |                   | Thomas Wenzel                        | Thomas Wenzel                        | Thomas Wenzel                                 |
| 1989    |                   | Hartmut Völksch                      | Hartmut Völksch                      | Hartmut Völksch                               |

## Damen
| Jahr    | Abfahrt             | Riesenslalom                         | Slalom                               | Kombination                                  |
| ------- | ------------------- | ------------------------------------ | ------------------------------------ | -------------------------------------------- |
| 1949 1  | Traudel Gottstein   |                                      | Hilde Zeh                            | Traudel Gottstein                            |
| 1950 2  | Hedwig Pilz         |                                      | Erika Kuske                          | Hedwig Pilz                                  |
| 1951    | Erika Wedell        |                                      | Hilde Zeh                            | Hilde Zeh                                    |
| 1952    | Traudel Gottstein   |                                      | Traudel Gottstein                    | Traudel Gottstein                            |
| 1953    | Sigrid Eiselt       |                                      | Gretel Grune                         | Gretel Grune                                 |
| 1954    | Traudel Gottstein   | Gretel Grune                         | Gretel Grune                         | Gretel Grune (A/S) 3 Gretel Grune (A/S/RS) 3 |
| 1955    | Gretel Grune        | Gretel Grune                         | Gretel Grune                         | Gretel Grune                                 |
| 1956    | Maria Körner        | Traudel Gottstein                    | Hannelore Schmiedel                  | Hannelore Schmiedel                          |
| 1957    | Traudel Gottstein   | Hannelore Schmiedel                  | Hannelore Schmiedel                  | Hannelore Schmiedel                          |
| 1958    | Hannelore Schmiedel | Hannelore Schmiedel                  | Hannelore Schmiedel                  | Hannelore Schmiedel                          |
| 1959    | Hannelore Schmiedel | Hannelore Schmiedel                  | Hannelore Schmiedel                  | Hannelore Schmiedel                          |
| 1960 4  | nicht bekannt       | nicht bekannt                        | nicht bekannt                        | nicht bekannt                                |
| 1961    | Hannelore Riedel    | Hannelore Riedel                     | Hannelore Riedel                     | Hannelore Riedel                             |
| 1962    | Hannelore Riedel    | Hannelore Riedel                     | Christa Meinel                       | Waltraud Süß                                 |
| 1963    | Waltraud Süß        | Waltraud Süß                         | Waltraud Süß                         | Waltraud Süß                                 |
| 1964 5  | nicht bekannt       | Karin Schlick                        | Waltraud Süß                         | Waltraud Süß                                 |
| 1965 6  | nicht bekannt       | Ursula Oeser                         | Margitta Prager                      | Ursula Oeser                                 |
| 1966 12 | nicht bekannt       | nicht bekannt                        | nicht bekannt                        | nicht bekannt                                |
| 1967    | Karin Schlick       | Erika Ullmann                        | Erika Ullmann                        | Christina Jung                               |
| 1968    |                     | Christina Jung                       | Christina Jung                       | Christina Jung                               |
| 1969    |                     | Erika Ullmann                        | Erika Ullmann                        | Erika Ullmann                                |
| 1970    |                     | Elfie Griebel                        | Elfie Griebel                        | Elfie Griebel                                |
| 1971    |                     | Erika Ullmann                        | Erika Ullmann                        | Erika Ullmann                                |
| 1972 8  |                     | nicht ausgetragen                    | nicht ausgetragen                    | nicht ausgetragen                            |
| 1973    |                     | Erika Ullmann                        | Erika Ullmann                        | Erika Ullmann                                |
| 1974    |                     | Erika Ullmann                        | Erika Ullmann                        | Erika Ullmann                                |
| 1975 9  |                     | nicht ausgetragen oder nicht bekannt | nicht ausgetragen oder nicht bekannt | nicht ausgetragen oder nicht bekannt         |
| 1976 10 |                     | nicht ausgetragen oder nicht bekannt | nicht ausgetragen oder nicht bekannt | nicht ausgetragen oder nicht bekannt         |
| 1977 11 |                     | nicht ausgetragen oder nicht bekannt | nicht ausgetragen oder nicht bekannt | nicht ausgetragen oder nicht bekannt         |
| 1978    |                     | Ute Knobloch                         | Ute Knobloch                         | Ute Knobloch                                 |
| 1979    |                     | Ute Prater                           | Ute Prater                           | Ute Prater                                   |
| 1980    |                     | Ute Scheller                         | Ute Scheller                         | Ute Scheller                                 |
| 1981    |                     | Ute Prater                           | Monika Schmidt                       | Monika Schmidt                               |
| 1982    |                     | Jacqueline Kummer                    | Jacqueline Kummer                    | Jacqueline Kummer                            |
| 1983    |                     | Elke Walther                         | Elke Walther                         | Elke Walther                                 |
| 1984    |                     | Ines Kirsche                         | Elke Sorge                           | Elke Sorge                                   |
| 1985    |                     | Jana Frankenberger                   | Ines Kirsche                         | Elke Sorge                                   |
| 1986    |                     | Ines Kirsche                         | Ines Kirsche                         | Ines Kirsche                                 |
| 1987    |                     | Sigrun Völksch                       | Elke Sorge                           | Elke Sorge                                   |
| 1988    |                     | Yvonne Süß                           | Sigrun Völksch                       | Sigrun Völksch                               |
| 1989    |                     | Jana Rudolf                          | Sigrun Völksch                       | Sigrun Völksch                               |